# Вярска
Вя́рска (эст. Värska, выруск. Verska; ранее — Верхоустье) — посёлок в Эстонии, в уезде Вырумаа. Является административным центром волости Сетомаа. Относится к нулку Тсятски. 
До административной реформы местных самоуправлений Эстонии 2017 года входил в состав уезда Пылвамаа и был административным центром волости Вярска.

## География
Расположен на границе Эстонии и Печорского района Псковской области РФ, на правом берегу дельты реки Мустоя.

## Население
Крупнейший населённый пункт эстонской части Сетумаа.
По данным переписи населения 2011 года, в посёлке проживали 443 человека, из них 424 (95,7%) — эстонцы(сету в перечне национальностей выделены не были).
Численность населения посёлка Вярска:
| Год     | 2000 | 2011  | 2017  | 2018  | 2019  | 2020  |
| ------- | ---- | ----- | ----- | ----- | ----- | ----- |
| Человек | 580  | ↘ 443 | ↗ 485 | ↘ 454 | ↘ 446 | ↘ 415 |

## История
Ранее известно как село Верхоустьинское или Верхоустье. По состоянию на 1914 год в Псковском уезде Псковской губернии существовала Слободская волость (с центром в селе Верхоустье) на территории современных волостей Вярска и Микитамяэ уезда Пылвамаа Эстонии, а также Кулейской и Круппской волостей Печорского района Псковской области РФ.
В письменных источниках 1563 года упоминается Верхъустье (деревня) и на рѣчке на Верхустье, 1585 года — Верхоустинский, 1585–1587 годов — на Верхулинской губѣ, 1652 года — Верхуско, Верхутско, ~1790 года — погостъ Верхулинскои, 1882 года — Верхнее Устье, Верхоустье, Гвоздница (погост), 1901 года — Verska külä, 1903 года — Werska, Верхутская, 1904 года — Verska, Верхоу́стье, Верхоу́стинскій пого́стъ.
До подписания 2 февраля 1920 года Тартуского мирного договора деревня Вярска входила в состав Слободской волости Псковского уезда Псковской губернии РСФСР.
В 1922 году посёлок Вярска стал центром волости Ярвесуу (эст. Järvesuu vald) Печорского уезда. В 1937 году Вярска упомянут в статусе посёлка.
В советский период являлся центром Вярскаского сельсовета, включавшего в себя 23 сельских населённых пункта, и центральной усадьбой совхоза «Вярска», численность работников которого в 1978 году составляла 421 человек.

## Инфраструктура
Является курортным центром. В Вярска работают санаторий «Вярска» с грязелечебницей, водный центр. Рядом с посёлком добывается минеральная вода. В Вярска есть гимназия (в 2002/2003 учебном году 213 учеников, в 2009/2010 учебном году — 162 ученика), музыкальная школа, культурный центр, молодёжный центр, библиотека, почтовое отделение и аптека.

## Экономика
Крупнейшие работодатели посёлка по состоянию на 31 марта 2021 года:
| Предприятие/организация  | Вид деятельности                                        | Численность работников |
| ------------------------ | ------------------------------------------------------- | ---------------------- |
| Värska Sanatoorium AS    | Санаторий, гостиница                                    | 99                     |
| Волостная управа Сетомаа | Орган государственного управления                       | 86                     |
| Värska Vesi AS           | Производство минеральной воды и безалкогольных напитков | 79                     |
| Värska gümnaasium        | Гимназия                                                | 37                     |

## Достопримечательности
- Православная церковь Святого Георгия, памятник культуры, строительство велось в 1904–1907 годах[17].

## Известные уроженцы
- Хаваокс, Пауль (1924—1983) — эстонский советский поэт и прозаик[13].

## Галерея
- Свадьба в Вярска, 1912—1914 годы
- Жених и невеста
- Матери жениха и невесты
- Подружки невесты
- Девушки танцуют
- Две женщины изображают лошадь и всадника

- Вярска
- В порту Вярска, 1930 год
- В порту Вярска, 1972 год
- Церковь Святого Георгия
- Водный центр
- Центр отдыха «Хирвемяэ»
- Отделение банка и почта в Вярска
- Автобусная остановка в Вярска, 2017 год
- Хутор-музей сету
- Старый дом

## Комментарии
1. ↑  Эстонские топонимы, оканчивающиеся на -а, не склоняются (исключение — Нарва)